# The End (2024)
The End ist ein Endzeit-Musical von Joshua Oppenheimer. Der Film wurde im August 2024 beim Telluride Film Festival uraufgeführt und kam Anfang Dezember 2024 in die US-Kinos. 

## Handlung
Eine wohlhabende Familie lebt zwei Jahrzehnte nach dem Ende der Welt, zu dem sie direkt beigetragen hat, in einem unterirdischen Bunker.

## Produktion

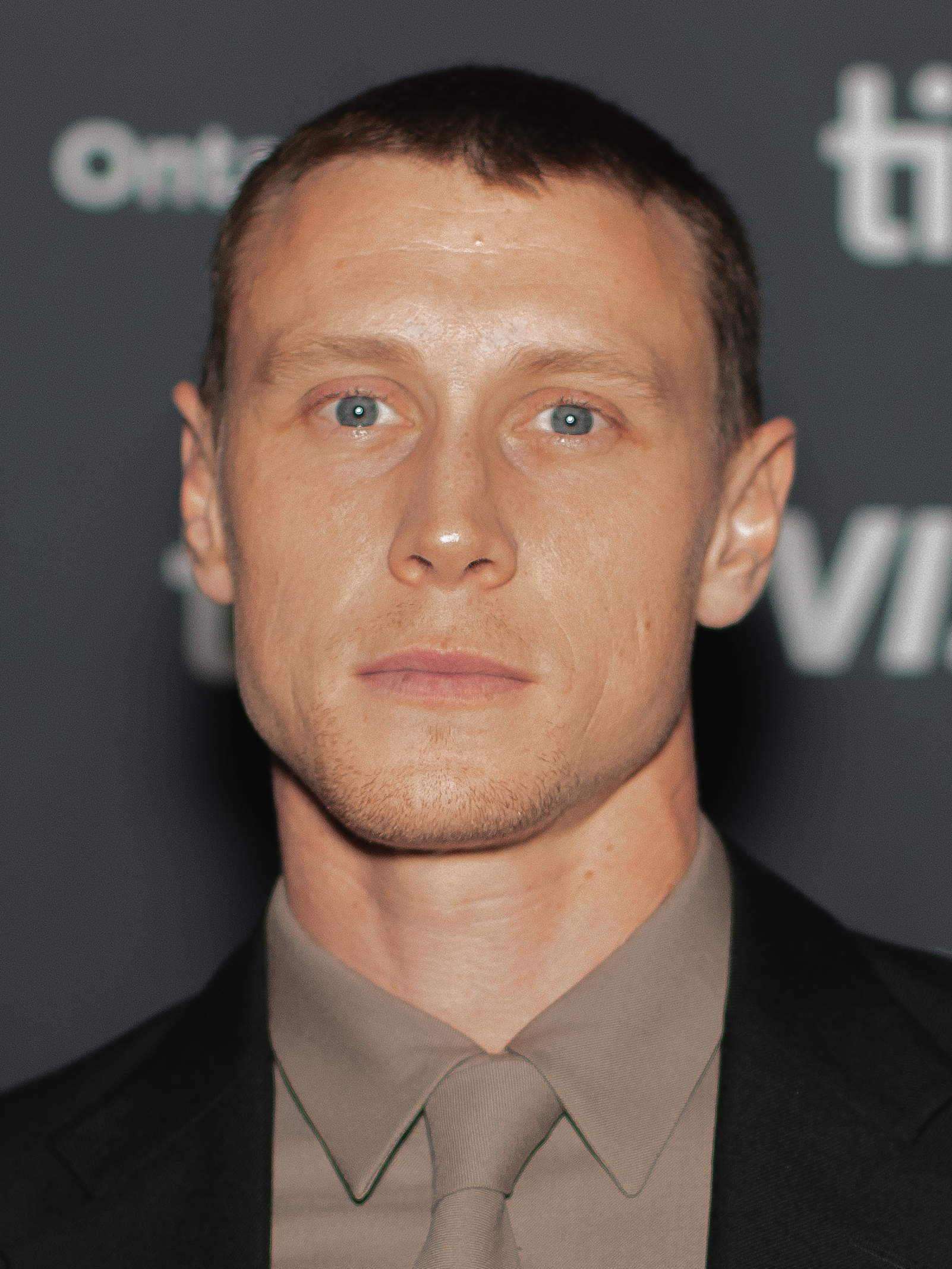
George MacKay spielt den Sohn

Im Oktober 2021 wurde die Produktion des Science-Fiction-Fantasy-Dramas bekannt gegeben und dass dieses von dem im Jahr 2017 gegründeten US-amerikanischen Independent-Filmstudio Neon vertrieben wird.
Die Dreharbeiten fanden von März bis Juni 2023 in Irland, Italien (auf Sizilien) und Deutschland (in Sachsen, Nordrhein-Westfalen und Thüringen) statt.
Die Produktion erhielt Förderungsfinanzierungen von Eurimages, Deutscher Filmförderfonds, Film- und Medienstiftung NRW und Mitteldeutsche Medienförderung.
Der erste Trailer wurde Anfang November 2024 vorgestellt.

## Veröffentlichung
Erste Vorstellungen des Films fanden Ende August, Anfang September 2024 beim Telluride Film Festival statt. Wenige Tage nach der Premiere des Films in Telluride erwarb Mubi die Vertriebsrechte für das Vereinigte Königreich, Irland, Deutschland und Österreich. Die internationale Premiere des Films war im September 2024 beim San Sebastian International Film Festival. Ende September, Anfang Oktober 2024 wurde The End beim Vancouver International Film Festival gezeigt und hiernach beim Chicago International Film Festival. Im November 2024 wurde der Film bei den Nordischen Filmtagen Lübeck vorgestellt. Am 6. Dezember 2024 kam der Film in ausgewählte US-Kinos.

## Rezeption

### Kritiken
Die Kritiken fielen gemischt aus. Dem Film werden Ambitionen bescheinigt, zugleich aber bezweifelt, dass insbesondere das Drehbuch diesen gerecht werde. 
Patrick Fey schreibt auf filmstart.de: "Mit seinem postapokalyptischen Musical „The End“ stellt Joshua Oppenheimer seine Ambitionen als Spielfilmregisseur unter Beweis, ohne jedoch die emotionale Tiefe seiner Dokumentationen zu erreichen. Visuell opulent und überdies mit einem herausragenden George MacKay aufwartend, gelingt es Oppenheimer in seinem fiktionalen Debüt nur bedingt, originelle Fragen zum zentralen Thema der Selbsttäuschung zu stellen."
Ähnlich zurückhaltend stellt Andreas Busche im Tagesspiegel fest: "Das beklemmende Kammerspiel überhöht die Realität nicht, die Lieder überspielen diese vielmehr. Was fehlt, ist die Reflexionsebene."  Am Ende sei auch The End "nicht mehr als ein Sozial-Experiment mit einer vorhersehbaren Moral – wie bei so vielen Neureichen-Satiren der jüngeren Zeit".

### Auszeichnungen
The End befindet sich in der Vorauswahl zum Europäischen Filmpreis 2024.
Chicago International Film Festival 2024
- Nominierung im International Feature Competition[11]

San Sebastian International Film Festival 2024
- Nominierung im Wettbewerb um die Goldene Muschel[17]